# Antonio Santolaria Balaguer
Antonio Santolaria Balaguer (Ribesalbes, 21 de febrer de 1912 - Castelló de la Plana, 7 de setembre de 1982) fou un futbolista valencià de les dècades de 1930 i 1940.

## Trajectòria
Passà tota la seva carrera futbolística a clubs castellonencs. Durant la dècada de 1930 jugà al CE Castelló, i quan aquest club fou suspès l'any 1933, també jugà als seus hereus, Sport Club La Plana, Athletic Castelló i Penya Ribalta. També jugà als veïns CE Borriana i Vila-real CF. Durant la dècada de 1940 retornà al renascut CE Castelló, amb el qual arribà a primera divisió.